# Ajeet Cour

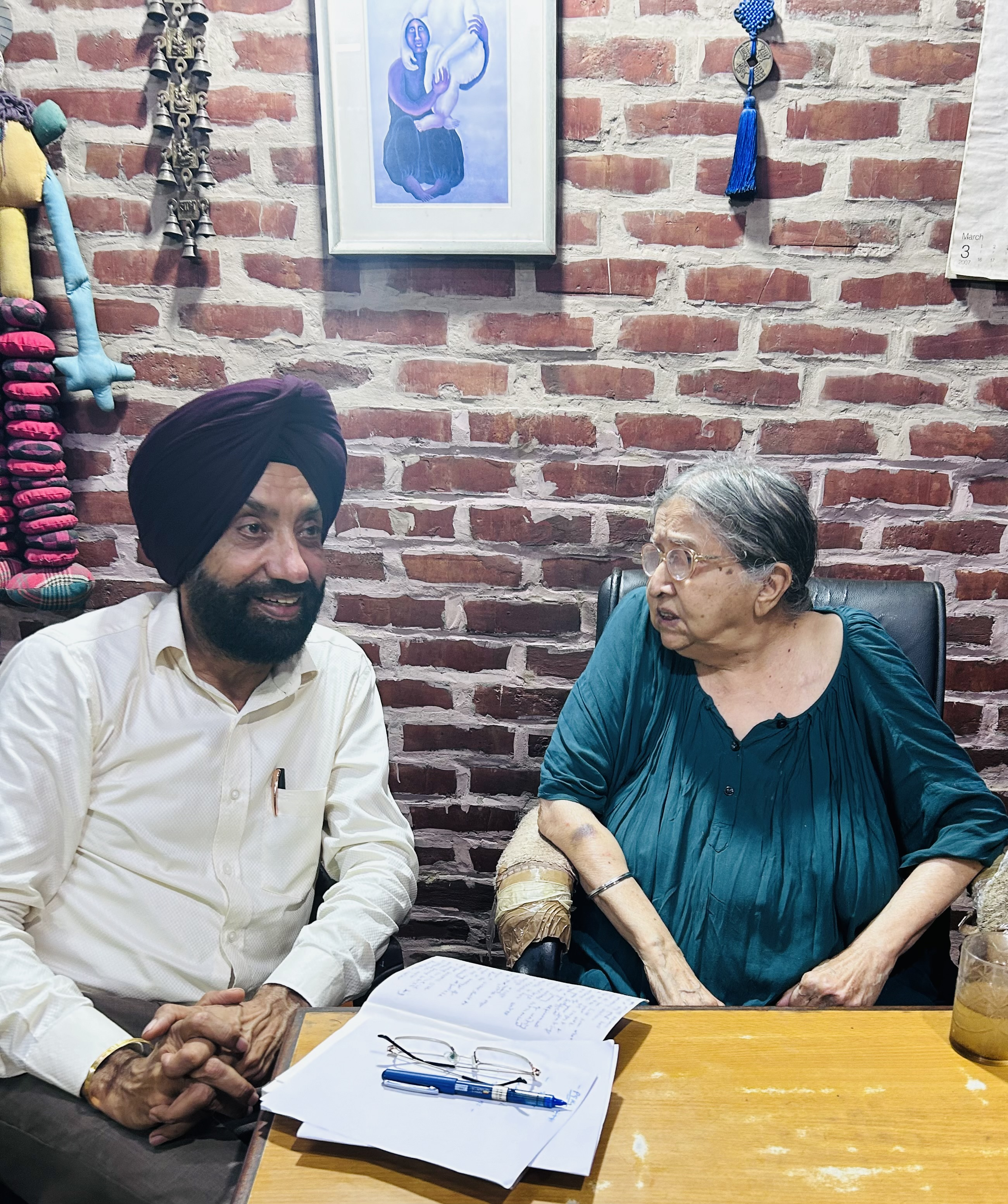
Ajit Cour and Harvinder Singh (Chandigarh) ,Punjabi Language writers in Delhi,13 Sept. 2024.

Ajeet Cour (en panyabíਅਜੀਤ ਕੌਰ, Lahore, Pakistán, 16 de noviembre de 1934) es una poetisa y traductora india.

## Trayectoria
Antes de la partición, su familia se asentó en Delhi, donde se graduó en economía. Su obra, sobre todo relatos cortos, narra las experiencias femeninas en las relaciones y su papel en la sociedad. Ganó el Premio Sahitya Akademi en 1985 y el Premio Padma Shri en 2006. Sus obras incluyen 19 antologías de cuentos, novelas cortas y novelas, así como nueve traducciones. En su autobiografía, "Tejiendo Agua", traducida del punjabi original al inglés y publicada en 2018, discute sobre cómo sobrevivió a la violencia doméstica de su esposo.